# Mililani
Mililani ist eine Stadt im Zentrum der Hawaii-Insel Oʻahu mit rund 48.000 Einwohnern.
Sie liegt 30 Kilometer von Honolulu an der Interstate H-2 und besteht aus den beiden Census-designated places Mililani Town und Mililani Mauka. Es ist die erste „fee-simple“ Planstadt von Hawaii.

## Geschichte
Im November 1961 kündigte das Unternehmen Castle & Cooke den Bau einer Planstadt auf 1214 Hektar ihres vorher als Ananasplantagen genutzten Landes an, ähnlich der kalifornischen Planstadt Irvine. Sie war ursprünglich für 75.000 Einwohner vorgesehen. Der Bau verzögerte sich jedoch um sechs Jahre. Die Stadtverwaltung hatte zusätzliches Parkgelände für die Schulen gefordert, sodass Straßen umgeplant werden mussten. Als erstes wurde ein Golfplatz eröffnet. Die ersten 1300 Häuser in Mililani Town wurden im Frühjahr 1968 fertig gestellt. Sie wurden zu Preisen zwischen 24.000 und 32.000 US-Dollar angeboten. Es folgten Reihen- und Apartmenthäuser, Schulen, Geschäfte und Kulturzentren. Im Jahr 1990 wurde mit dem Bau des Stadtteils Mauka auf der gegenüberliegenden Seite der 1976 eröffneten Autobahn H-2 begonnen. Der Bau dieser Siedlung wurde 2008 abgeschlossen. Die Stadt verfügt über 21 Parks, 12 Kirchen, drei Einkaufszentren, drei Grundschulen, eine High School und einen Technologiepark. Die Baukosten beliefen sich auf 3,5 Milliarden US-Dollar. Der Durchschnittspreis eines Hauses war bis 2008 auf 625.000 US-Dollar gestiegen.

## Demographie
Für die beiden Stadtteile Mililani Town und Mililani Mauka werden statistisch getrennte Daten erhoben:
Mililani Town hat 27.926 Einwohner, zusammengesetzt aus: 42,4 % Asiaten, 33,1 % gemischtrassig, 15,4 % Weiße, 11,7 % Hispanics, 4,7 % Hawaiier sowie andere Polynesier und 1,7 % Schwarze. Das mittlere Einkommen aller Personen über 15 Jahren beträgt 22.926 US-Dollar.
Mililani Mauka hat 19.955 Einwohner, zusammengesetzt aus: 52,4 % Asiaten, 25,5 % gemischtrassig, 17,6 % Weiße, 8 % Hispanics, 2,4 % Schwarze und 1,5 % native Hawaiier und andere Polynesier. Das mittlere Jahreseinkommen aller Personen über 15 Jahre beträgt 51.861 US-Dollar.